# PolyGram Polska
PolyGram Polska Sp. z o.o. (PolyGram Poland) — колишня польська дочірня компанія PolyGram.
Серед найпопулярніших артистів PolyGram Polska були, зокрема, Едита Бартошевич і Катажина Ковальська, кілька альбомів яких отримали золотий і платиновий статус у Польщі.

## Історія
Лейбл був заснований у 1994 році у Варшаві, коли незалежний лейбл Izabelin Studio був придбаний PolyGram. PolyGram Poland був закритий у 1998 році, коли PolyGram, в рамках своєї польської дочірньої компанії, був придбаний Seagram і була утворена Universal Music Group. Каталог PolyGram Polska був перейнятий Universal Music Polska.